# Paiho
Paiho (白鶴, Paihō) é um kata do caratê. Tal como sucede com as técnicas do estilo Ryuei-ryu, que é a via pela qual a forma ingressou no repertório da arte marcial, sua origem pode ser buscada na China, no estilo da Pak Hok (Garça Branca) de chuan fa, haja vista o nome "paiho" poder ser traduzido como "garça branca", ou ainda a própria pronúncia é bastante próxima do chinês Pak Hok.

## Características
É um kata relativamente exíguo. Em razao de sua origem, mostra estreita relação com os kata Hakkaku e Hakucho, nitidamente versões da versão maior, Hakutsuru. Contudo, suas técnicas exibem influência do estilo do tigre. [carece de fontes?]